# Aliabad-e Maleki
Aliabad-e Maleki (perski: علي اباد مالكي) – wieś w Iranie, w ostanie Chorasan Południowy. W 2006 roku miejscowość liczyła 47 mieszkańców w 9 rodzinach.